# Le Journal intime d'un arbre
Le Journal intime d'un arbre est un roman de Didier van Cauwelaert publié en octobre 2011 aux Éditions Michel Lafon.

## Synopsis
Tristan, un poirier de 300 ans, n'a pas résisté à la mini-tornade : le voilà arraché de terre, gisant au sol. Doué d'une conscience, le défunt végétal narre ses propres sentiments – il n'aura cesse de rechercher ses origines – et ceux des humains qui l'entourent : son vieux propriétaire, qui toujours en a pris grand soin, la fille des voisins, qui a fait de l'arbre un père de remplacement, et le jeune Yannis, critique d'arbre, qui s'était mis en tête de lui accorder le label des Arbres remarquables de France. La chute du vieil arbre ne sera pas sans conséquences sur leur destin respectif.
L'idée originale de ce poirier narrateur vient, raconte l'auteur, de son propre poirier, tricentenaire, tombé lors d'une tempête localisée, durant la décennie 2000.

## Réédition
Le Journal intime d'un arbre est réédité au format poche, dans la collection « Le Livre de poche » de La Librairie française, le 8 mai 2013  (ISBN 9782253166542).

## Réception critique
Le roman, dont la parution a été médiatisée, a été globalement bien reçu par la presse, qui a notamment salué « l'originalité » (RCF) de la narration, assurée par un arbre,,,. François Busnel y voit « un séduisant voyage dans la conscience d'un arbre » permis par l'imagination de l'auteur, faisant de l'ouvrage « un roman fantastique ». Laurence Martinet, journaliste à L'Express, prend toutefois le contrepied de ses confrères, jugeant plus sévèrement l'ouvrage à partir d'un court extrait, dont la lecture « est émolliente jusqu'à nous épuiser ».